# The Polar Boys
The Polar Boys was een Amerikaanse indierockband uit Miami, gevormd in 2017. De bezetting van de band bestaat uit zanger Andres Baquerizo, gitarist Andy Zambrana en bassist Alex Ramon. De band had origineel ook een drummer, Jake Karner, maar hij verliet de band in oktober 2020. Op 30 maart 2018 brachten ze hun eerste ep The Polar Boys uit, na meerdere singles. Op 13 juli 2021 bracht de band hun debuutalbum World Domination uit. Ook bracht de band na hun album op 10 december 2021 hun tweede ep Now That's What I Call Polar Boys uit, een ep waarop ze de voormalige singles Barbados, Life's a Dream, Kendall Drive, After Breakfast en I Believe opnieuw uitbrachten, doordat ze als single op veel platforms niet meer beschikbaar waren.
Op 25 juli 2022 kondigde de band aan dat ze voor een onbepaalde tijd zullen stoppen met de band.

## Discografie

### Albums
| Jaar | Titel            | Details                                                                 |
| ---- | ---------------- | ----------------------------------------------------------------------- |
| 2021 | World Domination | - Releasedatum: 13 juli 2021 - Formaat: Digitaal - Label: Onafhankelijk |

### Ep's
| Jaar | Titel                             | Details                                                                     |
| ---- | --------------------------------- | --------------------------------------------------------------------------- |
| 2018 | The Polar Boys                    | - Releasedatum: 30 maart 2018 - Formaat: Digitaal - Label: Onafhankelijk    |
| 2021 | Now That's What I Call Polar Boys | - Releasedatum: 10 december 2021 - Formaat: Digitaal - Label: Onafhankelijk |

### Singles
| Jaar | Titel                                         | Album                                                      |
| ---- | --------------------------------------------- | ---------------------------------------------------------- |
| 2017 | Barbados                                      | Now That's What I Call Polar Boys (Heruitgave van singles) |
| 2017 | Life's a Dream                                | Now That's What I Call Polar Boys (Heruitgave van singles) |
| 2018 | Kendall Drive                                 | The Polar Boys / Now That's What I Call Polar Boys         |
| 2018 | I Know a Place                                | Geen album                                                 |
| 2018 | I Believe                                     | Now That's What I Call Polar Boys (Heruitgave van singles) |
| 2019 | After Breakfast                               | Now That's What I Call Polar Boys (Heruitgave van singles) |
| 2019 | Intro                                         | Geen album                                                 |
| 2019 | Nothing Has Changed                           | Geen album                                                 |
| 2020 | July                                          | Geen album                                                 |
| 2020 | Watch Out                                     | Geen album                                                 |
| 2021 | Black Dog                                     | World Domination                                           |
| 2021 | Let Go                                        | World Domination                                           |
| 2021 | Obvious                                       | World Domination                                           |
| 2022 | I Don't Want To Set The World On Fire (cover) | Geen album                                                 |
| 2022 | Blunders                                      | Geen album                                                 |